# 亀井忠夫
亀井 忠夫（かめい ただお、1955年1月 - ）は、日本の建築家、実業家。株式会社日建設計会長、前社長。兵庫県西宮市出身。

## 来歴
兵庫県立神戸高等学校を経て、1977年に早稲田大学理工学部建築学科卒業。
早稲田大学大学院理工学研究科建設工学専攻に在学中、ペンシルバニア大学大学院に留学し、1978年7月に同校の建築学科修了。
1981年、早稲田大学大学院を修了し、同年に日建設計入社。
同社執行役員設計部門代表、常務執行役員設計担当等を歴任し、2013年3月に取締役常務執行役員設計部門統括に就任。
2015年1月より現職。
東京スカイツリーやさいたまスーパーアリーナなど、大規模建造物の設計で日本を代表する建築家とされる。